# Ludus Gallicus
El Ludus Gallicus era una escuela de gladiadores en la Antigua Roma. Fue uno de los cuatro ludi construidos por el emperador Domiciano entre 80 y 90 d. C., a fin de entrenar gladiadores para el cercano Coliseo.
El nombre de esta escuela, que se conoce de la Notitia dignitatum, una descripción de los distritos de Roma en el siglo IV, sugiere que los prisioneros de guerra galos fueron entrenados para convertirse en gladiadores.
No se han encontrado restos del edificio, por lo que no se conoce su ubicación exacta, pero dado que las otras tres escuelas de gladiadores probablemente se encontraban en la plaza al este del Coliseo, el Ludus Gallicus probablemente también podría haberse encontrado ahí.